# Muntanyes de Baiu

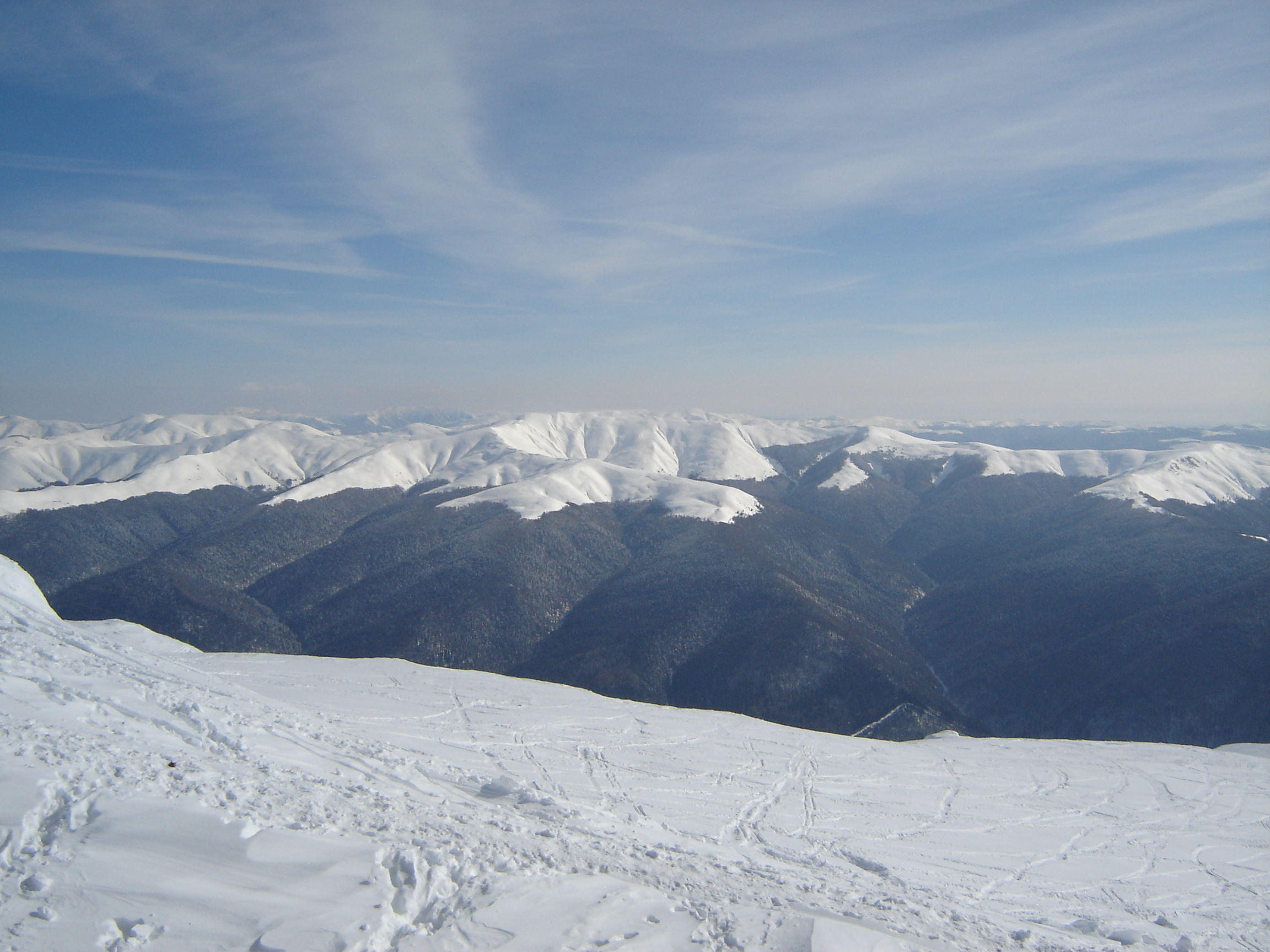
Muntanyes de Baiului

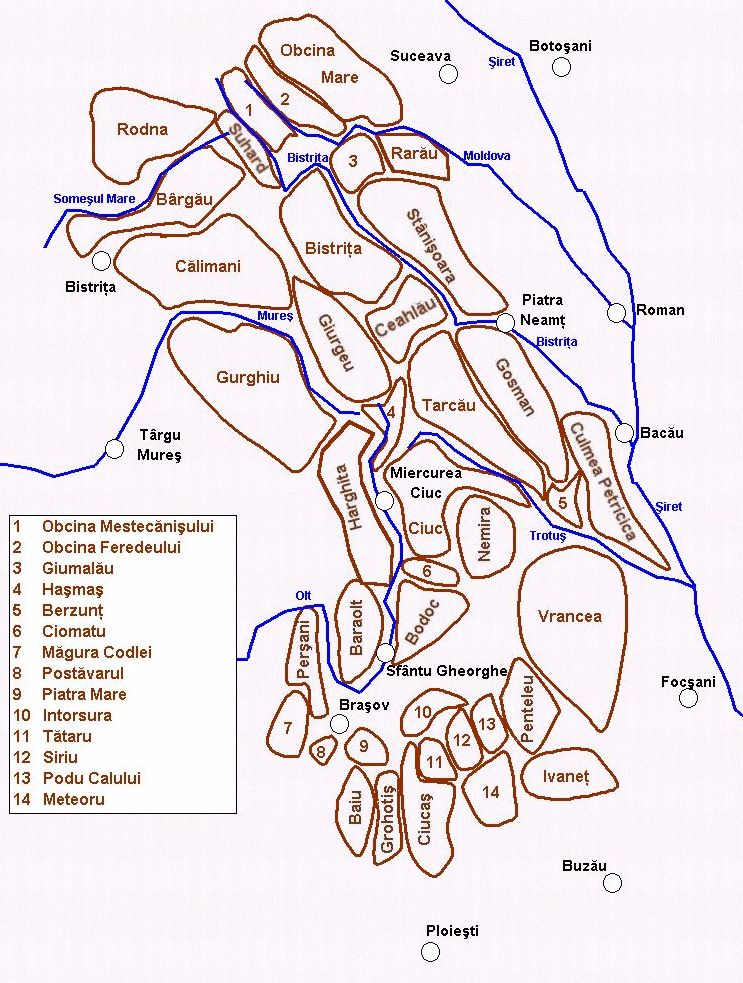
mapa dels Carpats Orientals, amb Baiu a l'extrem sud-oest

Les muntanyes de Baiu (en romanès: Munții/Muntele Baiu/Baiul/Baiului/Munții Gârbova, en hongarès: Baj-hegység) són muntanyes al centre de Romania, a pocs quilòmetres al sud de Brașov.
Dins de la classificació tradicional romanesa, les muntanyes de Baiu pertanyen als Carpats de curvatura. Segons les divisions geològiques dels Carpats, pertanyen als Carpats Orientals Exteriors.
Les muntanyes de Baiu van des de la vall d’Azuga al nord i fins a les gorges de Posada al sud, i des de la vall de Doftana a l'est fins a la vall de Prahova a l’oest. Les muntanyes tenen una elevació mitjana de 1.110 m i una alçada màxima de 1.923 m al pic Neamțu, amb una superfície d’uns 300 km².
Les muntanyes Baiu es troben immediatament al sud de les muntanyes de Gârbova, una llarga cresta nord-sud.